# دوروثي جونستون
دوروثي جونستون (بالإنجليزية: Dorothy Johnston) (1948، غيلونغ في أستراليا)؛ روائية أسترالية.